# Тоталитарни култове
Тоталитарните култове са наложени от идеологическия апарат в тоталитарна държава практики с пропагандно и възпитателно значение и ритуална форма, обикновено използвани на мястото на отречени от властта религиозни и идеологически системи. Насаждат най-често и култ към личността на политическия лидер.

## Същност
Това са мащабни практики, повлияни от езически култове и ритуали, паралел на които може да се открие в обожествяването на гения на предците и най-вече на държавния вожд – римските императори, фараоните на Египет и другите деспотични източни обществени системи, където това е ставало и приживе. От друга страна като възникнали и развили са най-вече в Европа те копират някои елементи от християнската църква, като светците мъченици – каквито са т.нар. загинали „борци за народа“, за „новата власт“ и т.н., с многобройните кино- и литературни животоописания и панагерици, с паметниците – мартириуми, с тиражираните портрети и бюстове – икони, с паметните места, музеи и мемориали – свети места, оброчища, храмове и параклиси, с факлените шествия, манифестации и походи – литийни шествия и поклоннически пътувания, с наименуването на населени места и обществени обекти на мъртви и живи герои-светци. Партийните членове са като монаси или рицари в своеобразен орден, от тях се изисква висок морал, жертвоготовност и да служат за образец на другите. Тези партии-ордени имат младежки и дори детско-юношески подразделения – хитлер югенд, пионери, балила, харцери и т.н.
Фокусът на култовете е партийният вожд, фюрер, учител. Според концепцията той е божествено непогрешим и полага лично и денонощно грижи за хората, неговите знания и компетентност са безкрайни и спасителни за народа. Тоталитарните култове са по-скоро монотеистични, обожествен е само лидерът – „пророкът“, докато на т.нар. герои-светци се дължи поклонение като верни последователи на „пророците“ (Маркс, Енгелс, Мао, Хитлер), но те нямат свръхестествени възможности – единствено вождът има такива, а следващият лидер се приема за своеобразна инкарнация на предходния: Сталин – Ленин, Ким Чен Ир – Ким Ир Сен и т.н. „Пророкът“ трябва да се държи безсмъртен и след биологическата му кончина бива балсамиран и излаган на показ за непрестанни поклонения в храм-мавзолей. Последното място е свещен център на култа с балсамирания вожд – там живите му наследници застават на каменните трибуни над тялото му, с това доказвайки легитимност, приемат военни паради и шествия-манифестации на праведното население.

## Комунистически култове
Тоталитарните комунистически култове са развити от Сталин с полагането на Ленин в мавзолей в столицата на СССР и обявяването му за непогрешим. Йосиф Висарионович Сталин е бивш семинарист и добре познава църковните практики и историите на фараоните и римските императори. Следва изграждане на култ към личността приживе на Йосиф Сталин, а след кончината му е погребан в мавзолея до Ленин.
Мавзолеи на своите лидери изграждат комунистическите държави: България за Георги Димитров, Китай за Мао, Куба на Че Гевара, Виетнам за Хо Ши Мин и Северна Корея за Ким Ир Сен. В средата на 1950-те години култът към личността на живи партийци е забранен, с което силата на култовете започва да отслабва. Традиционно даваната „партийна книжка №1“ на мъртвия вожд, №2 на живия му наследник на поста и т.н. е изоставена и книжка №1 получава живият ръководител. През 1990-те години с краха на комунизма изчезва повсеместното прилагане на комунистическите култове, като голямото изключение е единствено Северна Корея.

## Фашистки култове в Италия
В Италия, подобно на Испания, католицизмът е непоклатим, монархията не е ликвидирана, и затова, въпреки че за разлика от Франкизма тук пътят от авторитаризъм към тоталитаризъм е почти извървян и фашизмът успява да завоюва съществени позиции, той не може да се сравнява с абсолютното идеологическо господство, на което се радват националсоциалистите в Третия райх и комунистите в СССР. В Италия Мусолини си остава само министър-председател и накрая е уволнен от краля.
Тук тоталитаринят култ не успява да се развие истински, неспособен да отстрани църквата, той избягва конкуренция и конфликт с нея и култовите ритуали са завоалирани в публична форма. В планината над Ливорно до селището Монтенеро е изграден внушителен мавзолей-фар, планиран във формата на 50 метра високо „фашио“ да осветява залива с цветовете на италианския флаг, предназначен за тленните останки на адмирал Констанцо Чано, виден фашист, участник в похода към Рим. Въпреки 12-метровата негова статуя няма как той да бъде обожествен при жив Бенито Мусолини и дълбоко предано на християнството население.
Като храмове се строят Форо Италико, Квадратният колизей и Римският музей във фашисткия квартал Л'Еур в Рим и форумът в Корридония до Анкона. Построени са още места за поклонение, олтари и мартириуми като колосалния паметник на Франческо Барака в Луго до Равена, олтарите Sacrario в Капорето (Кобарид в Гориция, Словения), Фагаре до Сан Биаджо ди Калалта в Тревизо, Пасо дел Тонале между Бреша и Трентино, Монтело в Тревизо, костниците Ossario в Покол в Кортина д'Ампецо и в Кастел Данте – Роверето и т.н. Пропагандирайки своя култ, фашизмът се обръща към ритуалите с масови сборове и шествия, сакрализирани с митологизацията и символите на езическия Рим.

## Нацистки култове в Германия
Адолф Хитлер, д-р Йозеф Гьобелс, националсоциалистическите идеолози и пропагандатори развиват своя оригинална мащабна култова практика. Вождът естествено и тук е обожествен, има и мъченици за „новия ред“ и „новия свят“ жертва пред „олтара на 1000-летния райх“ на германската нация. Очаква се раждането на „новия свръхчовек“. Организират се факелни шествия, аутодафе – на клади се горят еретически книги, а – като при всички походи за вярата, самите неверници и богопротивни – евреи, цигани, хомосексуалисти, социалисти и др. са подложени на погроми и избиване. Hяма мавзолей, защото няма труп на вожд, който да бъде изложен в него, а функционерът Хорст Весел – убит от комунисти през 1930 г., е скромен за целта персонаж и е обявен само за герой-мъченик, но за сметка на това е изграден колосалният партиен култов комплекс в Нюрнберг с жертвеници, олтар на родината и т.н. (затова и наказателният процес след войната е именно там).
Викингските, тевтонски и арийски митологизации са гръбнакът на култа. Неговата мистика и окултизъм стигат дотам, че в дори в последните месеци на Райха през 1945 г. Химлер праща СС експедиции в Непал и Хималаите да търсят махатми и арийски тайни.

## Франкистки култове в Испания
В Испания фактически тоталитарни култове не се развиват. Франсиско Франко се афишира още от началото на похода си към властта като ревностен католик и защитник на изключително почитаната и силна в страната християнска църква. Франкизмът като система е по-скоро авторитарна диктатура, не успява да прерасне в истински тоталитаризъм и да развие съответните култове.